# Mesochorus nigrithorax
Mesochorus nigrithorax är en stekelart som beskrevs av Kiss 1926. Mesochorus nigrithorax ingår i släktet Mesochorus och familjen brokparasitsteklar. Inga underarter finns listade i Catalogue of Life.